# Condado de Queens (Nova Escócia)
O Condado de Queens é um dos 18 condados da província canadense de Nova Escócia. A população do condado é de cerca de 10,960 habitantes e a área territorial é de 2,398.63 quilômetros quadrados.